# Зондерланд, Эпке
Эпке Ян Зондерланд (нидерл. Epke Jan Zonderland; род. 16 апреля 1986, Леммер, Фрисландия) — голландский гимнаст, олимпийский чемпион 2012 года, трехкратный чемпион и трехкратный вице-чемпион мира в упражнениях на перекладине. Имеет прозвище «Летучий голландец». 4 раза признавался лучшим спортсменом года в Нидерландах (2009, 2011, 2012, 2013).

## Биография и начало спортивной карьеры
Эпке Зондерланд родился 16 апреля 1986 года в Леммере. Начал заниматься гимнастикой с четырёх лет. У него есть два брата Херре и Йохан, а также сестра Геске — все гимнасты. Эпке окончил Университет Гронингена, медицинский факультет.

## Личная жизнь
В сентябре 2016 года Зондерланд женился на Линде Стин. 13 октября 2018 года у супругов родился сын Берт Эйзе Зондерланд. 1 апреля 2021 года у супругов родился второй сын Ян Зондерланд.

## Спортивная карьера

### 2004
Зондерланд впервые успешно выступил на мировой арене как юниор в 2004 году. На Чемпионате Европы в Любляне он был четвёртым в соревнованиях по многоборью, также завоевал серебряную медаль за выступление на перекладине. В том же году он стал абсолютным чемпионом Нидерландов, обойдя своего старшего брата Херре.

### 2005—2006
В 2005 году на чемпионате мира в Мельбурне Эпке Зондерланд и Джеффри Ваммес стали первыми нидерландскими гимнастами в истории, которые вышли в финал чемпионата. В итоге Эпке занял 11-е место. В том же году на Чемпионате Европы он занял лишь 15-е место, что стало своего рода разочарованием. Через год на чемпионате Европы в греческом Волосе по результатам выступлений на перекладине он стал шестым, на Кубке Мира в Глазго в той же дисциплине он получил серебро, а в Тегеране одержал свою первую победу. В этом же году Зондерланд во второй раз стал абсолютным чемпионом в своей стране.

### 2007—2008
В 2007 году Эпке участвовал как в домашнем Чемпионате Европы в Амстердаме, так и в Чемпионате мира в Штутгарте. На Чемпионате Европы он стал первым нидерландским спортсменом, занявшим шестую позицию в многоборье, там же выиграл бронзовую медаль в упражнениях на параллельных брусьях. Позже, в сентябре, на Чемпионате мира Эпке занял четвёртое место в соревнованиях на перекладине, что позволило ему попасть на Пекинскую Олимпиаду. В том же году Эпке выиграл Кубок мира в Глазго. На Олимпиаде он выступил неудачно, заняв только 7-е место в выступлениях на перекладине. Однако, Эпке исполнил уникальную программу с очень высокой сложностью: голландский гимнаст единственный среди финалистов включил связку из двух перелётов Ковача (в группировке и в группировке с поворотом на 360 градусов). В квалификации он прекрасно исполнил эту программу, но в финале у него произошёл сбой и связку не удалось исполнить, после чего последовало падение.

### 2009—2011
В 2009 году Эпке выиграл серебряную медаль в выступлении на перекладине на лондонском чемпионате мира, через год на домашнем первенстве мира в Роттердаме он взял ещё одно «серебро» в той же дисциплине. А в 2011 году он стал и чемпионом Европы.
Примечательно, что Эпке в период с 2009 по 2011 годы лишь немногим уступал китайским спортсменам в базовой оценке, что приводило к «недобору» итоговой оценки для первого места. К примеру, в 2009 году он исполнил комбинацию на 7,3 балла. А в 2010 году исполнил также программу на 7,3. Зато он стал единственным из сильнейших гимнастов на тот момент, кто включил в свою программу связку из сальтовых перелётов Ковача и «Ковача» с поворотом на 360 градусов.
В 2011 году к чемпионату миру Эпке сумел выполнил впервые в истории уникальную связку «Ковач прямым телом с поворотом на 360» + «Ковач с поворотом на 360». Никто до него не пробовал соединить два винтовых перелёта, один из которых группы «G»[что?]. Тем не менее, в финале он сорвался со снаряда на перелёте Ямаваки, но получил в базовой оценке 7,7 балла.

### 2012
На Летних Олимпийских играх 2012 года в Лондоне Эпке с наилучшим результатом 16.533 (сложность 7.9) выиграл золотую медаль в соревнованиях на перекладине. Его выступление включало в себя сложнейшую лётную связку из трех перелётов (Кассина-Ковач-Кольман). Победа Эпке принесла первую золотую медаль голландцам в спортивной гимнастике, также он стал первым голландским гимнастом, завоевавшим награду в индивидуальных соревнованиях.

### 2013—2016
После победы на Олимпийских играх 2012 года, Эпке становится чемпионом мира на перекладине в 2013 и 2014 годах. Он прибавляет в технике, выполнения комбинации, по сравнению с выступлением на Олимпиаде, где он достаточно «грязно» исполнял свою комбинацию. Сложность программы Эпке составляла 7,7 баллов. Он выполнял две связки перелётов «Ковач прямым телом с пируэтом + Ковач» и «Кольман + Гейлорд 2».
На тренировках Эпке смог соединить все эти четыре перелёта в одну связку, но на соревнованиях он ни разу её не исполнял. В 2015 году Эпке не смог попасть в финал на перекладине, так как не смог достаточно чисто выполнить свою комбинацию.
Эпке также выступает на брусьях, причём иногда набирает высокую сложность в 7,0 баллов. Он стал «автором» элемента на этом снаряде — Диамидовский поворот на 450 градусов — Хейли на 270 градусов. Этот элемент получил группу сложности «F».

## Звания и награды
- Спортсмен года в Нидерландах (2009, 2011, 2012, 2013).
- Рыцарь Ордена Оранских-Нассау (2012).